# Mitromorpha smithi
Mitromorpha smithi é uma espécie de gastrópode do gênero Mitromorpha, pertencente a família Mitromorphidae.